# كولن ويذرز
كولن ويذرز (بالإنجليزية: Colin Withers)‏ هو لاعب كرة قدم إنجليزي، ولد في 21 مارس 1940 في إرينجتون في المملكة المتحدة. لعب مع أستون فيلا وبرمنغهام سيتي وغو أهد إيغلز ولينكولن سيتي أف سي ونادي أثرستون تاون.